# Conolophia oreades
Conolophia oreades är en fjärilsart som beskrevs av Claude Herbulot 1989. Conolophia oreades ingår i släktet Conolophia och familjen mätare. Inga underarter finns listade i Catalogue of Life.